# Антонова Олена Євгеніївна
Оле́на Євге́ніївна Анто́нова (нар. 2 січня 1966 року, Овруч) — педагог, доктор педагогічний наук (2008), професор, дослідниця в галузі педагогіки творчості та обдарованості, завідувач кафедри педагогіки, професійної освіти та управління освітніми закладами Житомирського державного університету ім. І. Франка.

## Біографічні дані
Народилася 2 січня 1966 року в Овручі Житомирської області в сім'ї військовослужбовця.
У 1988 році закінчила з відзнакою природничий факультет Житомирського державного педагогічного інституту ім. І. Франка. Потім залишилася працювати на кафедрі педагогіки того ж вузу, пройшла шлях від асистента до професора. У 2009 року очолила кафедру.
У 2000 році захистила в Інституті педагогіки і психології професійної освіти АПН України кандидатську дисертацію на тему «Формування базових знань з педагогіки у майбутніх учителів», а у 2008 році у Інституті педагогічної освіти і освіти дорослих АПН України — докторську дисертацію «Теоретико-методологічні засади навчання обдарованих студентів у педагогічних університетах».

## Наукова робота
Головною темою наукових досліджень є питання виявлення та розвитку обдарованості молодого покоління в цілому, а також підготовка вчителя до роботи з обдарованими дітьми.
Авторка понад 300 публікацій, серед яких монографії, методичні рекомендації для вчителів, студентів, аспірантів, навчальні посібники, наукові статті у фахових українських та зарубіжних виданнях.
Під керівництвом вченої захищено 3 докторських та 21 кандидатська дисертації з проблем професійної підготовки фахівця, історії становлення вищої освіти в Україні та за кордоном.

## Нагороди
- Грамота Міністерства освіти і науки України;
- Грамота Національної академії педагогічних наук України;
- Нагрудний знак «Відмінник освіти України» (2014);
- «Заслужений працівник Житомирського державного університету ім. І. Франка» (2015);
- Нагрудний знак «Василь Сухомлинський» (2019);
- Дипломом переможця конкурсу «Науковець року» (2012, 2019)[2].